# Dharmendra

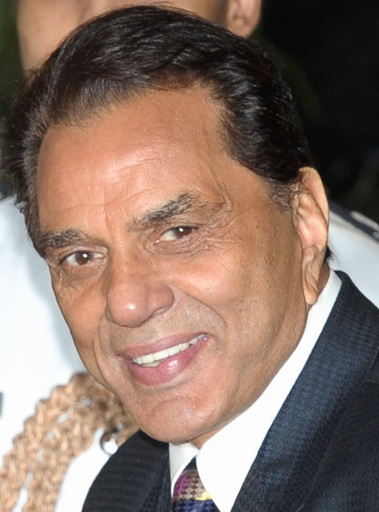
Dharmendra, 2012.

Dharmendra Singh Deol, känd mononymt som Dharmendra, född 8 december 1935 i Punjab, dåvarande brittiska Indien, är en indisk filmskådespelare, producent och politiker. Han har medverkat i mer än 247 filmer. Han har blivit känd för sin medverkan i många actionfilmer och var bland annat med i storfilmen Sholay (1975). Han räknas som en av de stora stjärnorna inom den indiska filmindustrin.